# Garden City (Utah)
Garden City es un pueblo del condado de Rich, estado de Utah, Estados Unidos. Según el censo de 2000 la población era de 357 habitantes. Se estima que en 2004 su población se había incrementado hasta los 391 habitantes. Garden City se encuentra a orillas del lago Bear Lake (Lago del Oso). Es un lugar muy popular para pasar el verano.

## Geografía
Garden City se encuentra en las coordenadas 41°56′00″N 111°24′19″O / 41.93333, -111.40528.
Según la oficina del censo de Estados Unidos, la población tiene una superficie total de 11,7 km². No tiene superficie cubierta de agua.
- Datos: Q483401
- Multimedia: Garden City, Utah / Q483401

1. ↑  Zip Data Maps, código ZIP n.º 84028.